# Katie Wallace
Katherine Charlotte „Katie“ Wallace (* im 20. Jahrhundert) ist eine US-amerikanische Schauspielerin.

## Leben und Karriere
Katie Wallace besuchte die New Yorker Tisch School of the Arts mit Schwerpunkt im Bereich Theater. Außerdem studierte sie am Lee Strasberg Theatre and Film Institute.
Wallace hatte Rollen in Fernsehserien wie beispielsweise Big Time Rush, Law & Order: LA oder Are You There, Chelsea?. Im Fernsehfilm The Rain Has Stopped (2009) verkörperte sie die Rolle der Caro. Im Horror-Streifen Break (2010) agierte sie als Annalee.

## Filmografie (Auswahl)
- 2007: American Shopper
- 2009: The Rain Has Stopped (Fernsehfilm)
- 2009: Once a Child of God
- 2010: Big Time Rush (Fernsehserie, eine Episode)
- 2010: Break
- 2011: Law & Order: LA (Fernsehserie, eine Episode)
- 2012: Are You There, Chelsea? (Fernsehserie, eine Episode)
- 2012: Awkward – Mein sogenanntes Leben (Awkward., Fernsehserie, eine Episode)